# 三哨水库
三哨水库是云南省大理州大理市凤仪镇境内的一座中型水库，位于波罗江上，总库容1196.4万立方米。

## 历史
三哨水库始建于1957年12月，1964年4月竣工，为小（一）型水库，面积约0.74平方公里，总库容908万立方米，兴利库容773.6万立方米，是大理市库容最大的水库。坝型为砂石粘土坝面，最大坝高29.2米，坝顶长142米、宽6米，汇水面积31.6平方公里，灌溉面积10,550亩。
2012年7月26日扩建工程开工，2013年10月26日竣工，扩建为中型水库，总库容增至1196.4万立方米。